# أربيان ثنائي العصي نويع أورفيل
أربيان ثنائي العصي نويع أورفيل (الاسم العلمي: Anthemis secundiramea subsp. urvilleana) هو نوع نباتي يتبع جنس الأربيان من الفصيلة النجمية.

## الموئل والانتشار
```
في بلاد الشام.
```